# Entropy (rivista)
Entropy è una rivista scientifica peer-review ad accesso aperto con frequenza mensile che si occupa di argomenti sull'entropia e sulla teoria dell'informazione. È stata fondata nel 1999 e viene prodotta dalla MDPI. La rivista pubblica regolarmente numeri speciali scritti da redattori ospiti (guest).
L'editor-in-chief è il professore Kevin H. Knuth (Università di Albany, SUNY).

## Sezioni
La rivista è suddivisa in otto sezioni:
- Termodinamica
- Meccanica statistica
- Teoria dell'informazione
- Informazione quantistica
- Complessita
- Astrofisica e Cosmologia
- Revisioni sull'entropoa
- Entropia e Biologia

## Servizi d'indicizzazione e di abstract
La rivista viene riportata dalle seguenti basi di dati bibliografiche:
- Chemical Abstracts Service
- Current Contents/Physical, Chemical & Earth Sciences
- Inspec
- MathSciNet
- Science Citation Index Expanded
- Scopus
- Zentralblatt MATH

Secondo il Journal Citation Reports, il giornale ha nel 2017 un impact factor di 2.305.

## Articolo sul glifosato
Nel 2013, Entropy ha pubblicato un articolo di revisione in cui si afferma che il glifosato potrebbe essere il fattore più importante nello sviluppo dell'obesità, della depressione, del disturbo da deficit di attenzione/iperattività, dell'autismo, della malattia di Alzheimer, della malattia di Parkinson, della sclerosi multipla, del cancro e della sterilità.
L'articolo non dava alcun risultato di ricerca base. In seguito è stato criticato come pseudoscienza dalla rivista Discover
e Jeffrey Beall, fondatore della rivista predatoria Beall's List, ha affermato "La MDPI lo ha pubblicato per fare soldi?".
In risposta alla controversia, i redattori di Entropy hanno aggiunto nell'introduzione dell'articolo la frase "Espressione di preoccupazione". Nel 2017 i ricercatori Robin Mesnage e Michael N. Antoniou, che lavorano sulla limitazione dell'uso del glifosato in agricoltura, hanno detto che "sebbene esistano prove che gli erbicidi a base di glifosato sono tossici al di sotto dei limiti di sicurezza stabiliti dalle normative, gli argomenti di Samsel e Seneff creano solo disorientamento piuttosto che fornire una spiegazione razionale".
Da allora, grazie a ricerche condotte sulla Monsanto Company, Keith Kloor l'autore dell'articolo del magazine Discover che accusa la Entropy di pseudo-scienza, si è dimostrato essere strettamente collegato alla vendita del glifosato da parte della produttrice di biotecnologie agrarie Monsanto, chiusa nel 2018 e assorbita dalla Bayer.

## Articoli più citati
Secondo il Web of Science, gli articoli seguenti sono stati quelli più citati (> 300 volte):
1. (EN) Miracle, Daniel B.; Miller, Jonathan D.; Senkov, Oleg N.; Woodward, Christopher; Uchic, Michael D.; Tiley, Jaimie, Exploration and Development of High Entropy Alloys for Structural Applications, in Entropy, vol. 16, n. 1, 2014,  pp. 494-525, DOI:10.3390/e16010494.
2. (EN) Ibrahim Dincer; Yunus A. Cengel, Energy, Entropy and Exergy Concepts and Their Roles in Thermal Engineering, in Entropy, vol. 3, n. 3, 2001,  pp. 116-149, DOI:10.3390/e3030116.